# Transformers (film)
Pour les articles homonymes, voir Transformers (homonymie).
Série Transformers
Transformers 2 : La Revanche
(2009)
Pour plus de détails, voir Fiche technique et Distribution.
Transformers, ou Transformers : Le Film au Québec, est un film de science-fiction américain réalisé par Michael Bay et sorti en 2007.
Il est adapté des jouets Transformers et de la série d'animation du même nom, diffusée de 1984 à 1987. Le film est produit par Steven Spielberg notamment, pour le compte de sa société de production Dreamworks et pour Paramount Pictures.
Ce blockbuster à très gros budget est bien accueilli par le public : sur le plan mondial, il se classe à la quatrième place du box-office 2007 et en France à la 16e place. La critique est beaucoup plus réticente, particulièrement en France. Ce succès donnera lieu à la création d'une franchise cinématographique : deux suites directes sortiront en 2009 et en 2011 (Transformers 2 : La Revanche et Transformers 3 : La Face cachée de la Lune). Un quatrième opus, Transformers : L'Âge de l'extinction sort en 2014, et un cinquième, Transformers: The Last Knight, en 2017. Des films dérivés voient également le jour ensuite (Bumblebee et Transformers: Rise of the Beasts)
En 2007, de mystérieux robots extraterrestres, en provenance de la planète Cybertron, capables de se métamorphoser en véhicules et objets de manufacture humaine, attaquent les systèmes de défense de l'armée américaine. Les services secrets et le gouvernement fédéral des États-Unis comprennent alors que ces agresseurs recherchent des informations sur un incident survenu dans l'océan Arctique en 1895. L'arrière-arrière-petit-fils de l'explorateur Archibald Witwicky qui menait cette mission, Sam, se retrouve malgré lui pris à partie, après avoir découvert que sa nouvelle voiture est le robot Bumblebee chargé de le surveiller. Avec son aide et celle des autres Autobots dirigés par Optimus Prime, il doit empêcher les redoutables Decepticons dirigés par Mégatron de s'emparer du Allspark, un artefact en forme de cube contenant une quantité immense d'énergie, qui leur permettra de dominer la planète en créant une armée de Gardiens.

## Synopsis
Un hélicoptère militaire non déclaré se pose sur une base américaine au Qatar. Le véhicule se transforme en un gigantesque robot (Blackout) et détruit tout sur son passage grâce à une technologie avancée. Le robot tente ensuite de pirater les réseaux à partir d'une unité centrale mais des soldats se sacrifient pour détruire l'ordinateur à la source. Seule une poignée de soldats menée par le capitaine Lennox et le sergent Epps parvient à s'enfuir dans le désert. Le robot lâche à leurs trousses une autre machine en forme de scorpion (Scorponock) afin de les traquer.
Aux États-Unis, le jeune Sam Witwicky présente un exposé à sa classe sur son ancêtre Archibald Witwicky qui, à la fin du XIXe siècle, a mené une expédition en Arctique, avec certains objets dont de vieilles lunettes gravées d'étranges symboles. Sam s'en sort avec une bonne note et son père accepte de lui acheter une voiture. Sam flashe sur une Camaro II jaune mais son père la trouve trop chère. Soudainement, la voiture produit des ultrasons qui font sauter les pare-brises des autres véhicules et le vendeur terrorisé cède la Camaro à un prix raisonnable.
Au Pentagone, le secrétaire d'État à la défense John Keller réunit des analystes militaires et civils dont Maggie Madsen pour percer le mystère de l'attaque au Qatar. De son côté, Sam parvient grâce à sa nouvelle voiture à aborder Mikaela, une camarade de classe pour qui il a le béguin. Mais la voiture semble folle : elle active toute seule la radio, tombe en panne avant de redémarrer. Sam raccompagne tout de même Mikaela qui a apprécié la soirée.
À bord d'Air Force One, un poste de radio se transforme en robot (Frenzy) et pirate un ordinateur mais le virus est aussitôt détecté par Maggie et son équipe. Néanmoins, le robot parvient à recueillir les informations qu'il souhaitait (dossier Iceman) et une fois au sol, s'enfuit et monte dans une voiture de police qui semblait l'attendre. Le robot présente les informations à la voiture : la cible est Sam Witwicky, propriétaire des fameuses lunettes présentes sur Ebay.
Plus tard, Sam voit sa voiture partir pensant qu'il s'agit d'un vol. Il la surprend peu après se transformer en robot et envoyer un étrange signal lumineux vers le ciel. Sam se fait ensuite arrêter par la police. Maggie de son côté tente de convaincre les militaires et Keller que l'attaque au Qatar n'est pas d'origine terrestre mais la jeune femme ne peut le prouver. Sam, lui, est interrogé par la police le lendemain mais les inspecteurs le prennent pour un drogué.
Dans le désert, Lennox et ses hommes sont attaqués par le robot scorpion. Ils se réfugient dans un village et parviennent à contacter par téléphone le Pentagone pour obtenir un soutien aérien. Des A-10 interviennent, guidés par Epps, suivis d'un AC-130. Mais le scorpion s'enfuit en laissant un morceau de sa queue. Les soldats sont alors secourus par hélicoptères. Maggie de son côté cherche des réponses et se tourne vers Glenn, un ami hacker, et ils découvrent ensemble un projet gouvernemental ; ils sont cependant très vite repérés et arrêtés par le FBI.
Le lendemain, la Camaro roule à nouveau toute seule et Sam panique. Le garçon s'enfuit à vélo puis parvient à une voiture de police qui s'avère être le complice de Frenzy. Le véhicule se transforme en un monstrueux robot nommé Barricade qui interroge violemment Sam. Le garçon parvient toutefois à fuir et retrouve Mikaela avant que la Camaro sauve les deux jeunes gens. Le soir, après une course-poursuite, la Camaro prend sa forme robot et affronte Barricade au corps-à-corps tandis que Sam et Mikaela parviennent à se défaire de Frenzy. Mais la tête de celui-ci demeure toujours active et se substitue au portable de Mikaela. Ayant remporté le combat, le robot Camaro se présente aux deux jeunes et leur annonce via sa radio qu'il est d'origine extraterrestre. Il les emmène ensuite à Washington, scannant au passage une Camaro V 2007 au look plus moderne.
Sur place, quatre météorites entrent dans l'atmosphère et s'écrasent à proximité. Des robots en sortent et scannent à leurs tours des véhicules : un camion Peterbilt 379, un pick-up GMC TopKick C4500, un Pontiac Solstice et un Hummer H2. Ils retrouvent la Camaro, Sam et Mikaela et prennent leur forme robotique. Le camion est Optimus Prime, leader des Autobots, des organismes robotiques de la planète Cybertron. Le pick-up est l'expert en armement Ironhide, le Pontiac Solstice est le lieutenant d'Optimus appelé Jazz, le Hummer est le médecin Autobot Ratchet et la Camaro qui protégeait Sam jusque-là s'appelle Bumblebee. Optimus explique que les Autobots sont en guerre contre leurs ennemis les Decepticons menés par Mégatron, dont le but est de retrouver l'Allspark, un cube d'énergie qui leur permettra à terme de dominer Cybertron. Jadis, l'aïeul de Sam avait trouvé le corps de Megatron en Arctique et provoqué par hasard la gravure des coordonnées de l'Allspark sur ses lunettes.
Au même moment, l'étude de la queue récupérée permet à Lennox et ses hommes d'adapter leurs armes en conséquence, favorisant les armements à haut pouvoir thermique. Pendant ce temps, les Autobots, Mikaela et Sam récupèrent les lunettes mais des hommes du Secteur 7 commandés par l'agent Seymour Simmons débarquent et capturent Sam et Mikaela. Les Autobots interviennent peu après mais sont attaqués par des hélicoptères. Sam et Mikaela sont de nouveau capturés par Simmons et Bumblebee est neutralisé et emporté. Optimus Prime décide cette fois de ne pas intervenir, leur priorité est désormais de localiser l'Allspark grâce aux lunettes.
John Keller est finalement informé par Tom Banachek, chef du Secteur 7, de l'existence des Transformers. Keller fait libérer Maggie et Glenn et partent avec Sam, Mikaela, Lennox et son équipe au barrage Hoover où Megatron congelé et l'Allspark ont été placés dans le plus grand secret depuis longtemps la construction du barrage. Simmons et Banachek expliquent que ces artéfacts sont à l'origine du développement technologique du pays. Sam de son côté explique ce qu'il sait sur la présence des robots sur terre. Frenzy, qui était sorti du sac à main de Mikaela, utilise l'Allspark pour recréer son corps et lance un appel aux Decepticons. Répondent à l'appel Starscream, le second de Megatron (chasseur F-22), l'éclaireur Blackout (hélicoptère militaire).
Starscream lance l'assaut et paralyse les systèmes électriques tandis que Frenzy neutralise le système de congélation de Megatron. Les hommes se préparent mais Sam demande qu'on relâche Bumblebee. Ce dernier réduit alors la taille du Allspark en un petit cube et Lennox suggère de le cacher dans la ville la plus proche, Mission City, dans le Nevada. Lui, Epps et ses hommes partent donc escorter Sam, Mikaela et le cube à bord de Bumblebee. Les hommes de Banachek ne parviennent pas à stopper le dégel de Megatron qui finit par s'enfuir. Maggie, Glenn, Keller et Simmons restent sur place pour contacter des renforts par ordinateur. Ils y parviennent malgré l'intervention de Frenzy qui est tué par son propre shuriken.
Les Autobots retrouvent Bumblebee, Sam et Mikaela mais Prime reste en arrière pour éliminer Bonecrusher, chose qu'il fait. En ville, les Autobots, Mikaela et les militaires affrontent les Decepticons dans une bataille rangée pour couvrir Sam qui tente d'exfiltrer le cube en haut d'un immeuble. Mais durant sa course, il fait tomber l'artefact au sol donnant vie aux Gardiens (Dispensor, Robot volant et Robot Xbox 360) qui attaquent les habitants. Bumblebee est blessé par Starscream et Jazz est tué par Megatron. Mais Brawl est éliminé par Bumblebee avec l'aide de Mikaela et Blackout est tué par des F-22 et Lennox. Optimus rejoint à son tour le combat et affronte Megatron qui est également touché par les renforts aériens. Sam en profite alors pour enfoncer le cube dans le spark de Megatron, son organe vital. Le chef Decepticon meurt sous l'afflux d'énergie. Les Gardiens sont éliminés hors de l'écran par Ratchet et Ironhide.
Les Autobots sont reconnaissants envers les humains. Dans l'impossibilité de reconstruire Cybertron, ils peuvent désormais vivre en paix sur terre. Les Decepticons survivants (Starscream, Barricade et Scorponock) s'enfuient et les restes des Decepticons morts (Megatron, Bonecrusher, Brawl et Blackout) sont jetés dans une fosse abyssale et étroitement surveillés. Sam et Mikaela sont désormais ensemble et Optimus envoie un message à tous les autres Autobots encore vivants dans l'univers afin qu'ils rejoignent leurs semblables.
Scènes inter-générique
Assis dans leur jardin, Ronald et Judy Witwicky répondent aux questions d'un journaliste télévisé à propos des événements récents.
Un avion de chasse en vol solitaire dévie sa trajectoire vers l'espace en changeant de forme.

## Fiche technique
Sauf indication contraire, les informations mentionnées dans cette section peuvent être confirmées par les bases de données cinématographiques IMDb et Allociné,  présentes dans la section « Liens externes ».
- Titre original et français : Transformers
- Titre québécois : Transformers : Le Film[4]
- Réalisation : Michael Bay
- Scénario : Roberto Orci et Alex Kurtzman, d'après une histoire de John Rogers, Roberto Orci et Alex Kurtzman, d'après les jouets Transformers
- Musique : Steve Jablonsky
- Direction artistique : François Audouy, Beat Frutiger, Sean Haworth, Geoff Hubbard et Kevin Kavanaugh
- Décors : Jeff Mann
- Costumes : Deborah Lynn Scott
- Photographie : Mitchell Amundsen
- Son : Kevin O'Connell, Rodrigo Ortiz-Parraga, Greg P. Russell
- Montage : Tom Muldoon, Paul Rubell et Glen Scantlebury
- Production : Ian Bryce, Tom DeSanto, Lorenzo di Bonaventura et Don Murphy
  - Production déléguée : Michael Bay, Brian Goldner, Steven Spielberg et Mark Vahradian
  - Production associée : Matthew Cohan et Michelle McGonagle
  - Coproduction : Kenny Bates et Allegra Clegg
- Sociétés de production : Angry Films[5], Di Bonaventura Pictures, Kurtzman/Orci[5], Prime Directive[5], SprocketHeads, Tom DeSanto/Don Murphy Production et Thinkfilm, en association avec Hasbro, présenté par Dreamworks Pictures et Paramount Pictures
- Sociétés de distribution : Paramount Pictures (États-Unis, Québec) ; Paramount Pictures France (France) ; United International Pictures (Suisse romande) ; Universal Pictures (Belgique)[6]
- Budget : 150 millions USD[7],[8]
- Pays de production :  États-Unis
- Langues originales : anglais, espagnol
- Format : couleur (DeLuxe) — 35 mm / 70 mm — 2,39:1 (Panavision) — son Dolby Digital / SDDS / DTS
- Genre : science-fiction, action, aventure
- Durée : 144 minutes
- Dates de sortie[9] :
  - États-Unis : 27 juin 2007 (Festival du film de Los Angeles) ; 3 juillet 2007 (sortie nationale) ; 21 septembre 2007 (version IMAX)
  - Québec : 2 juillet 2007[4] ; 21 septembre 2007 (version IMAX)
  - France, Belgique, Suisse romande : 25 juillet 2007[10],[11],[12]
- Classification[13] :
  - États-Unis : accord parental recommandé, film déconseillé aux moins de 13 ans (PG-13 - Parents Strongly Cautioned)[N 2]
  - France : tous publics (conseillé à partir de 8 ans)[10],[14]
  - Belgique : tous publics (Alle Leeftijden)[11]
  - Suisse romande : interdit aux moins de 12 ans[15]
  - Québec : tous publics (G - General Rating)[4]

## Distribution

### Humains
- Shia LaBeouf (VF : Jim Redler ; VQ : Hugolin Chevrette) : Sam Witwicky
- Megan Fox (VF : Caroline Anglade ; VQ : Catherine Proulx-Lemay) : Mikaela Banes
- Josh Duhamel (VF : Alexis Victor ; VQ : Patrice Dubois) : le major William Lennox
- Tyrese Gibson (VF : Bruno Henry ; VQ : Patrick Chouinard) : le sergent technicien de l'USAF Robert Epps
- Rachael Taylor (VF : Hélène Bizot ; VQ : Karine Vanasse) : Maggie Madsen
- John Turturro (VF : Vincent Violette ; VQ : François L'Écuyer) : l'agent Seymour Simmons du secteur 7
- Jon Voight (VF : Michel Ruhl ; VQ : Jean-Marie Moncelet) : le secrétaire à la Défense John Keller
- Anthony Anderson (VF : Lucien Jean-Baptiste ; VQ : Gilbert Lachance) : Glen Whitmann
- Kevin Dunn (VF : Jacques Bouanich ; VQ : Alain Zouvi) : Ron Witwicky
- Julie White (VF : Marianne Borgo ; VQ : Claudine Chatel) : Judy Witwicky
- Michael O'Neill (VF : Emmanuel Jacomy ; VQ : Benoît Rousseau) : Tom Banacheck
- Bernie Mac (VF : Frantz Confiac ; VQ : Thiéry Dubé) : Bobby Bolivia
- Glenn Morshower (VF : Patrick Borg) : le colonel Sharp
- Zack Ward (VF : Thomas Roditi) : le sergent Donnelly
- Amaury Nolasco (VF : Julien Kramer) : ACWO Jorge Figueroa

### Transformers (voix)
- Peter Cullen (VF : Jacques Frantz ; VQ : Guy Nadon) : Optimus Prime (voix)
- Mark Ryan (VF : Patrick Béthune) : Bumblebee (voix)
- Hugo Weaving (VF : Julien Kramer ; VQ : Vincent Davy) : Mégatron (voix)
- Darius McCrary (VF : Jean-Paul Pitolin) : Jazz (voix)
- Robert Foxworth (VF : Alain Dorval ; VQ : Raymond Bouchard) : Ratchet (voix)
- Jess Harnell (VF : Pascal Massix ; VQ : Manuel Tadros) : Ironhide / Barricade (voix)
- Jim Wood : Bonecrusher (voix)
- Reno Wilson : Frenzy (voix)
- Charles Adler (VF : Philippe Dumond ; VQ : Tristan Harvey) : Starscream (voix)

Sources et légende : version française (VF) sur Allodoublage. Version québécoise (VQ) sur Doublage Québec

## Personnages

### Transformers

#### Autobots
Les Autobots sont la faction de Transformers qui représente le Bien : ils se battent pour la liberté de chaque être et contre les Decepticons.
- Optimus Prime, leader des Autobots, se transforme en camion Peterbilt 379 (1994) à 10 roues bleu et rouge.
- Bumblebee, éclaireur Autobot, se transforme en Chevrolet Camaro II jaune et noire puis en Chevrolet Camaro V (2006) jaune et noire.
- Jazz, lieutenant d'Optimus Prime, se transforme en Pontiac Solstice (2006) argentée.
- Ironhide, spécialiste en armement Autobot, se transforme en GMC TopKick C4500 modifié (2005) noir
- Ratchet, médecin Autobot, se transforme en Hummer H2 Ambulance Recherche et Sauvetage (2004) jaune.

Des Autobots identifiables dans le film seulement en tant que flashback ou caméo :
- Les Protoforms, sous forme de plusieurs corps morts (un est tué par Mégatron durant la guerre sur Cybertron).

Autobots
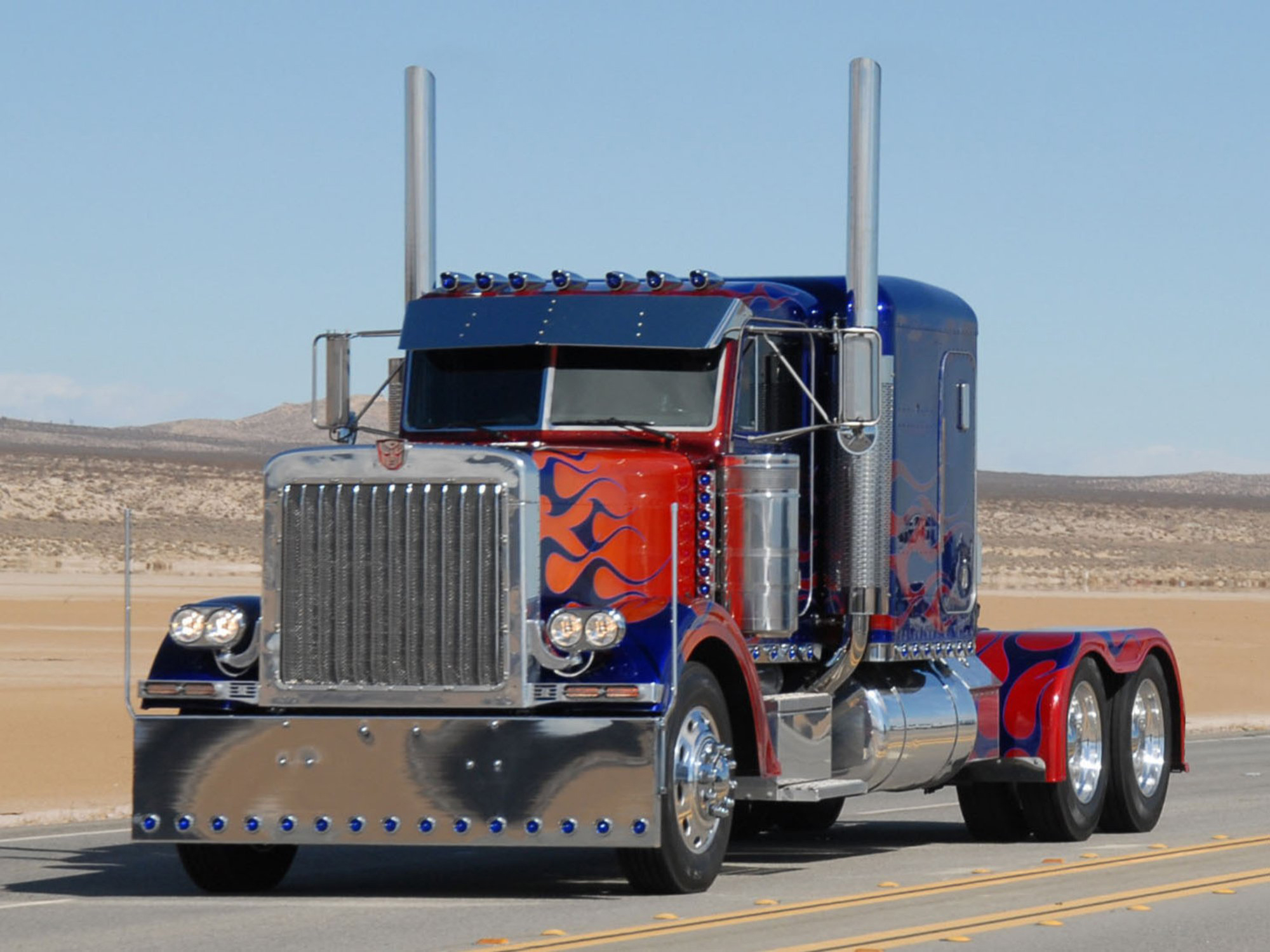
Optimus Prime
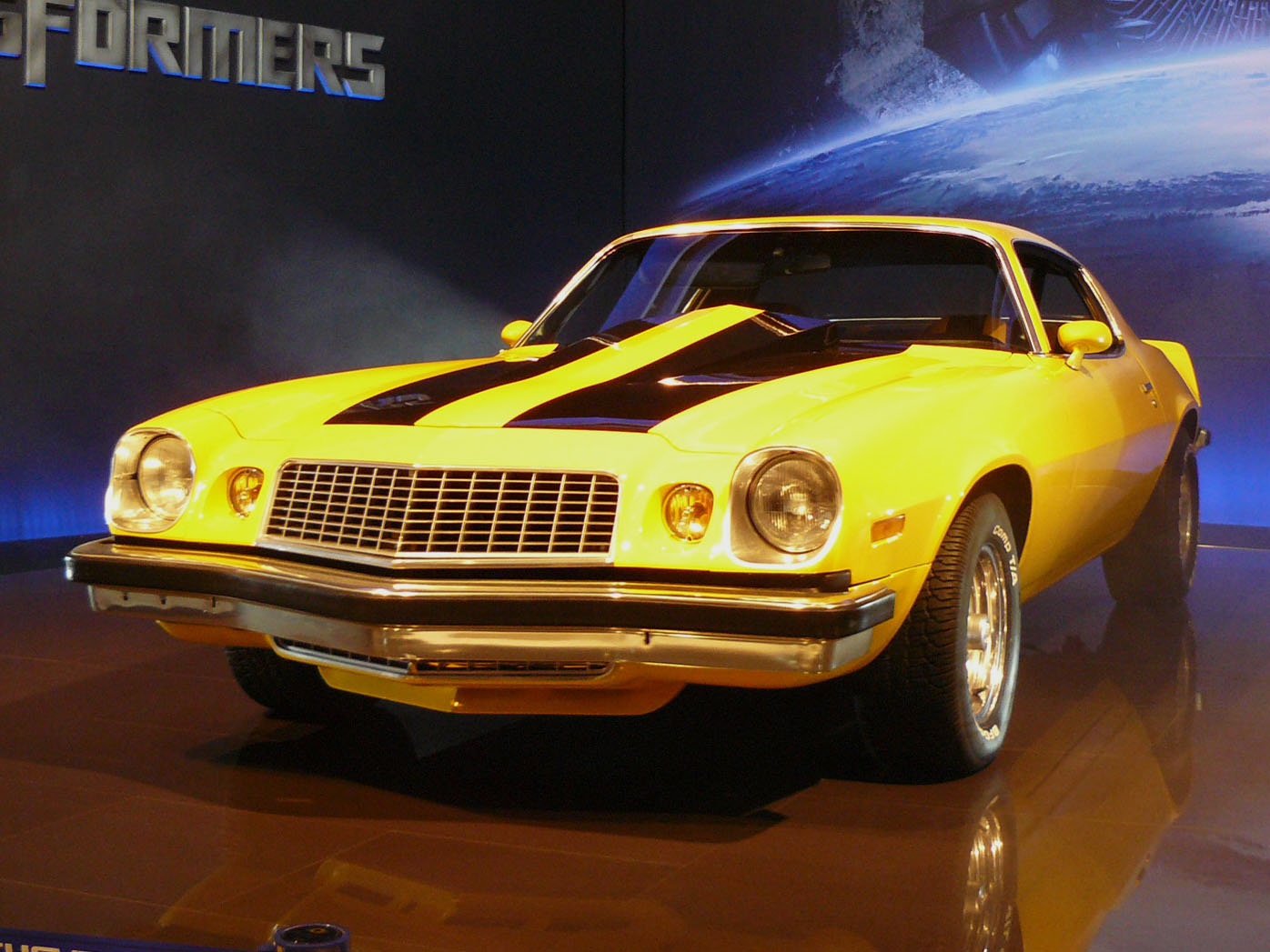
1re version de Bumblebee
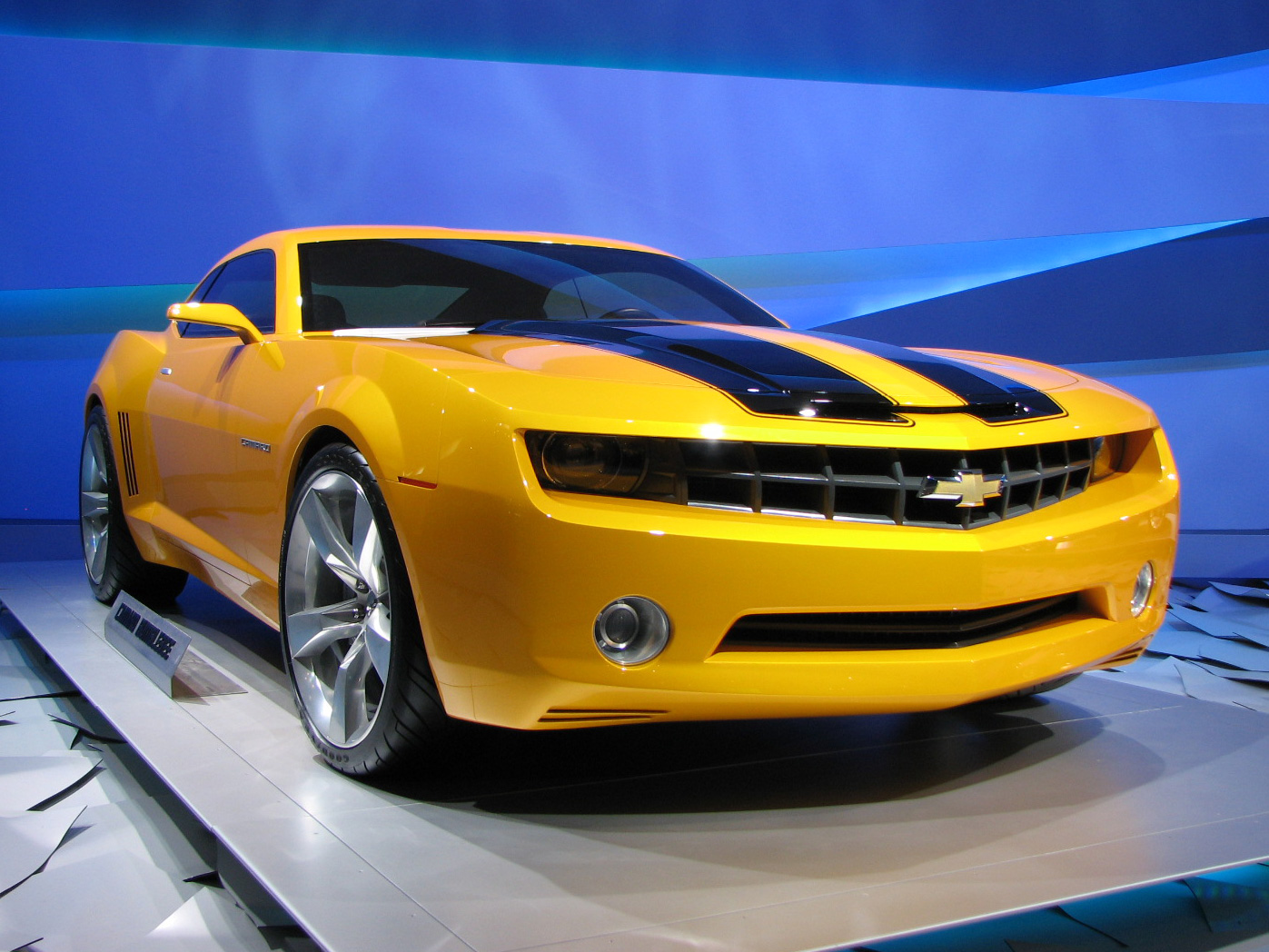
2e version de Bumblebee
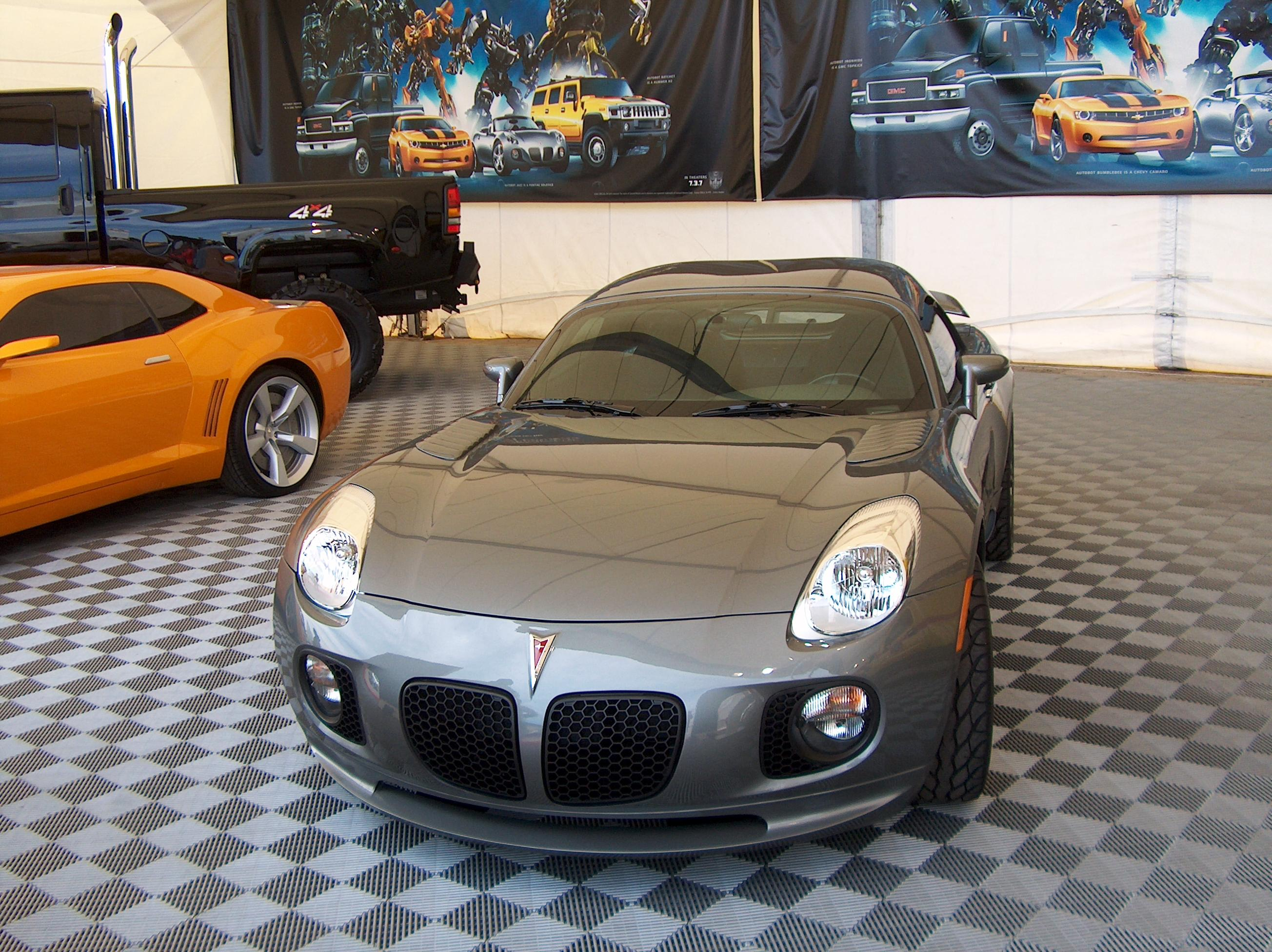
Jazz
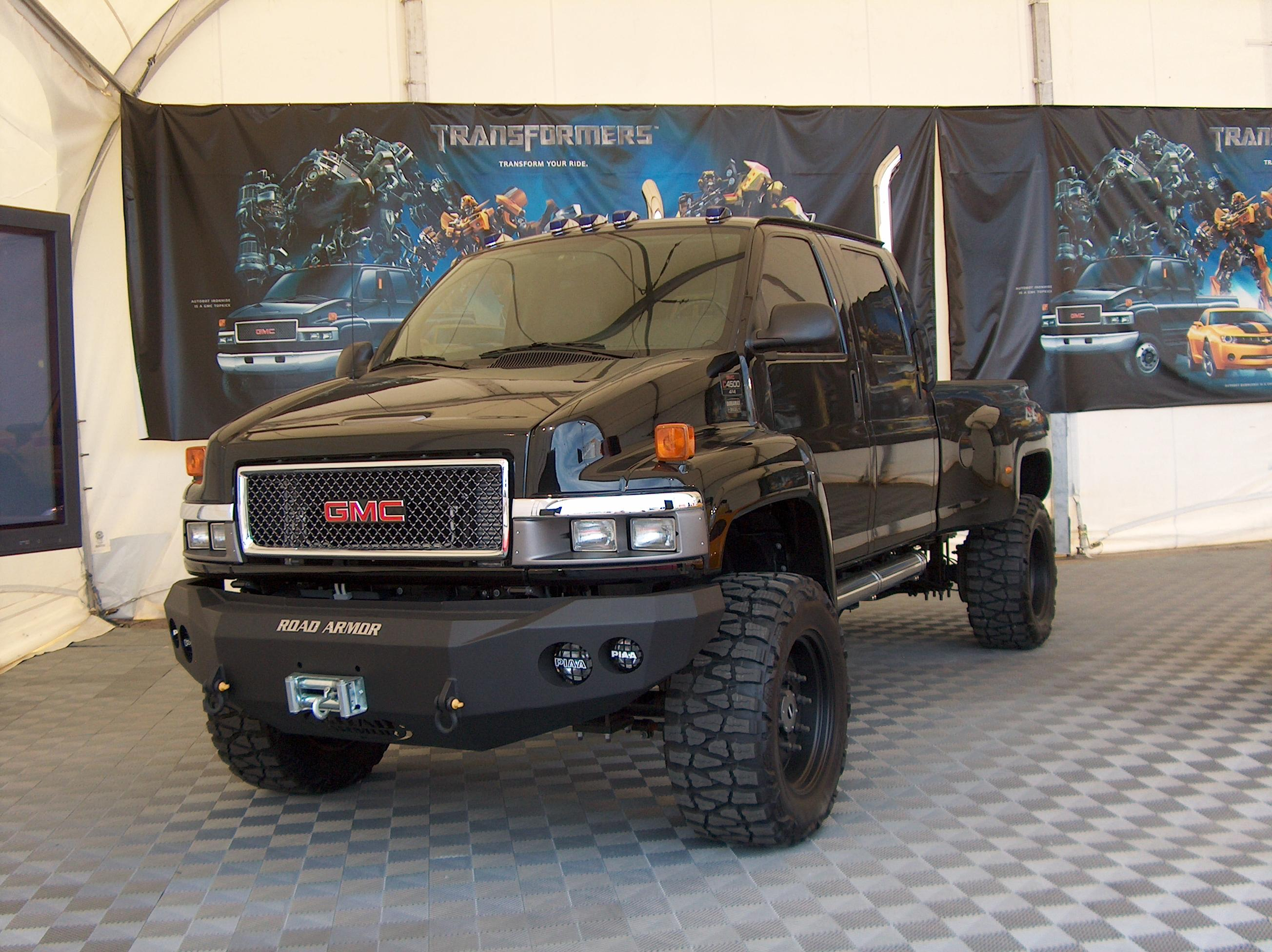
Ironhide
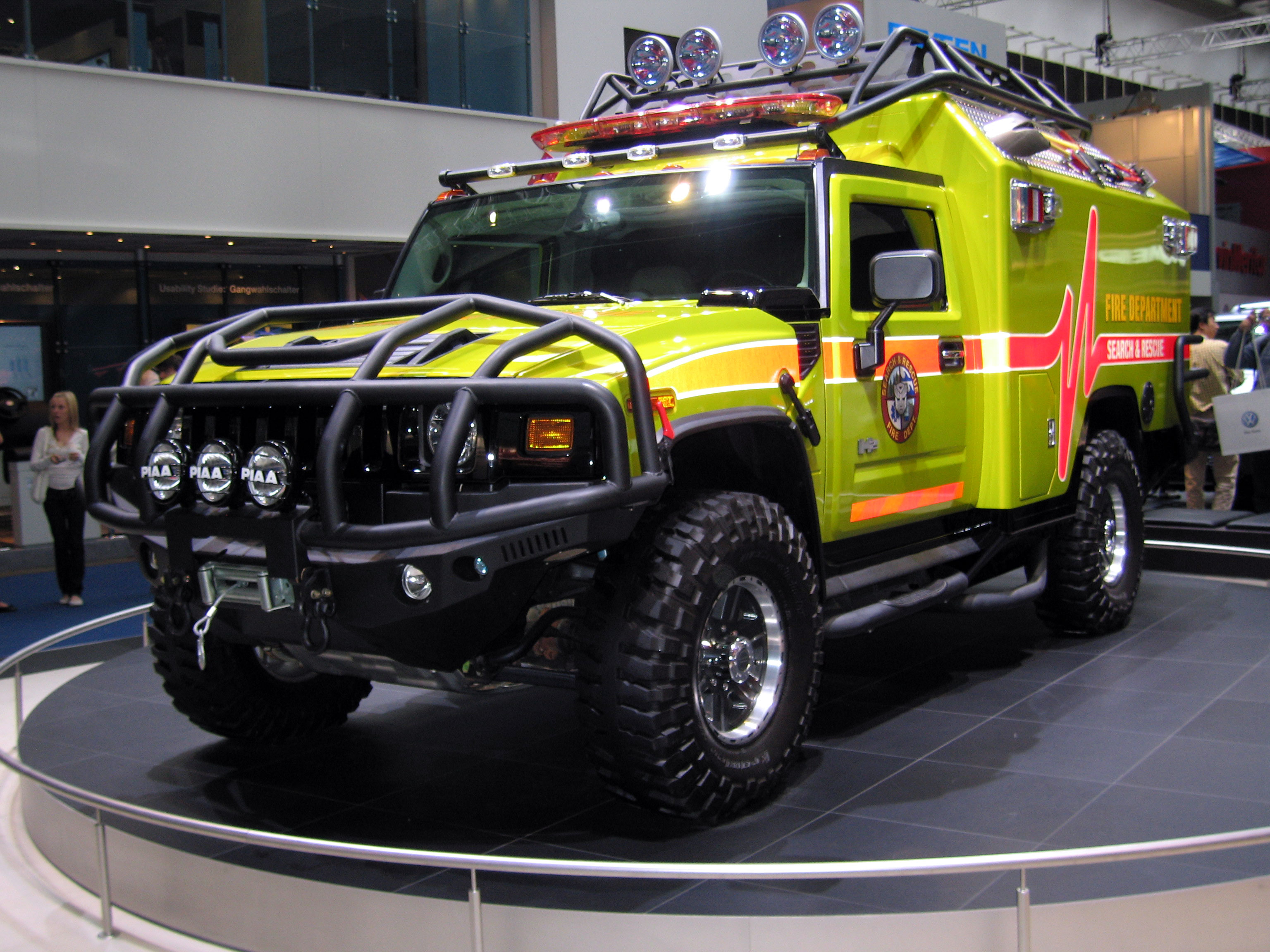
Ratchet

#### Decepticons
Les Decepticons sont la faction de Transformers qui tente d'imposer la force, la puissance et la domination des Transformers dans l'Univers par tous les moyens. Ils combattent les Autobots.
- Mégatron, leader des Decepticons, se transforme en jet cybertronien
- Starscream, second des Decepticons, se transforme en avion de combat Lockheed Martin F-22 Raptor
- Barricade, éclaireur Decepticon, se transforme en voiture de police Ford Mustang Saleen S281
- Blackout, guerrier Decepticon, se transforme en hélicoptère MH-53 Pave Low
- Scorponok, un scorpion géant robotisé de Blackout
- Bonecrusher, guerrier Decepticon, se transforme en véhicule du génie militaire Buffalo MPCV
- Brawl, expert en armement Decepticon, se transforme en char de combat M1 Abrams (à noter que le personnage s'appelle Devastator dans le film en lui-même, au souhait du réalisateur qui préférait ce nom, mais s'appelle bien Brawl dans tout autres médias officiels)
- Frenzy petit Decepticon, complice de Barricade, se transforme en poste radio, puis en téléphone portable Nokia (seulement sa tête)

Decepticons
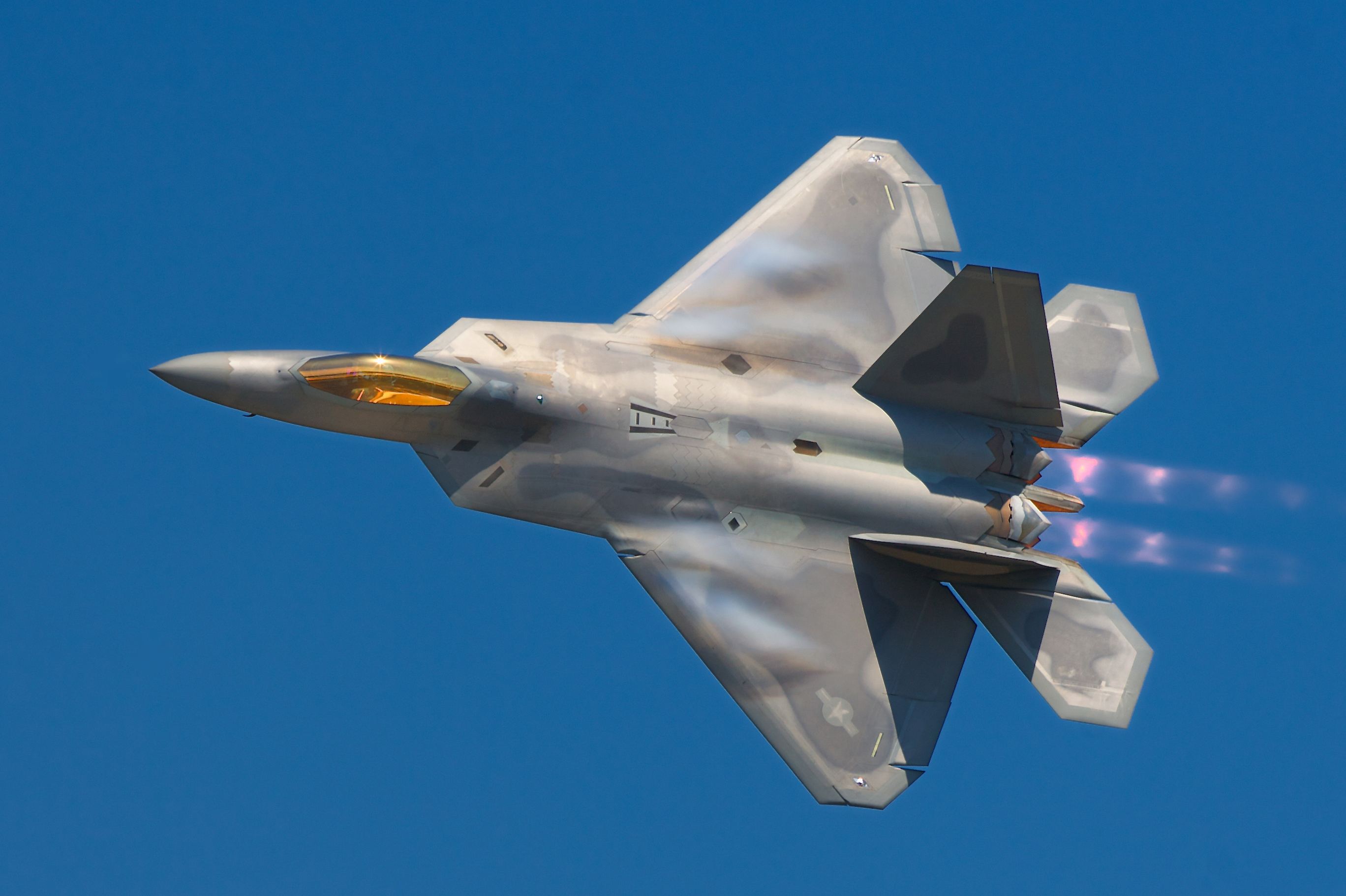
Starscream
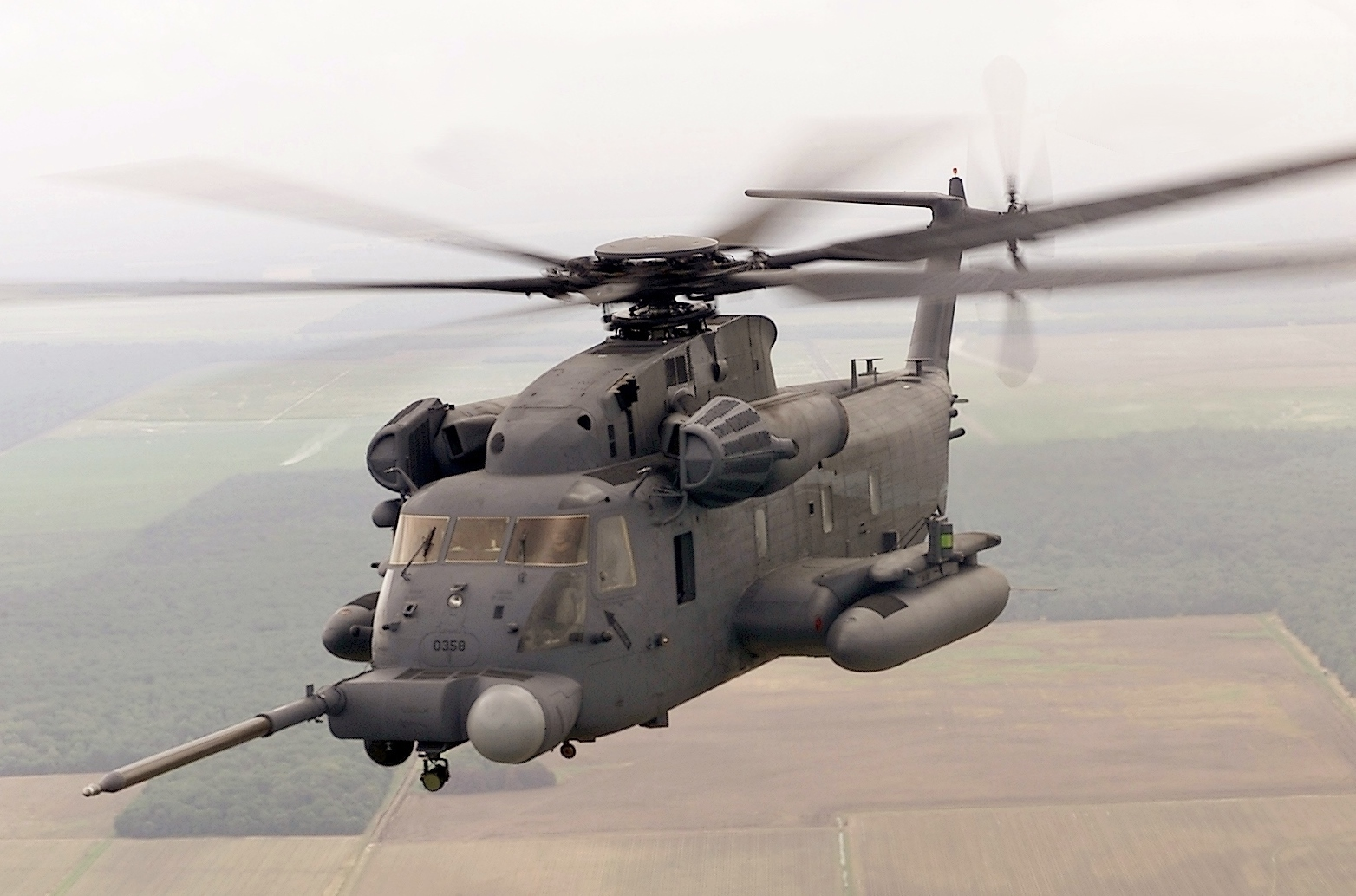
Blackout
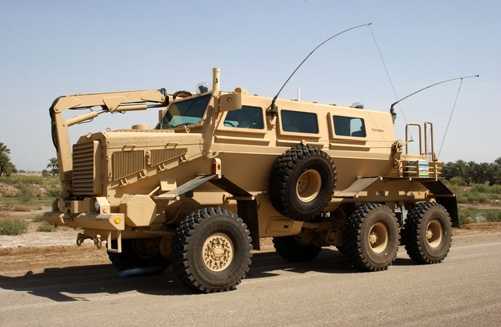
Bonecrusher
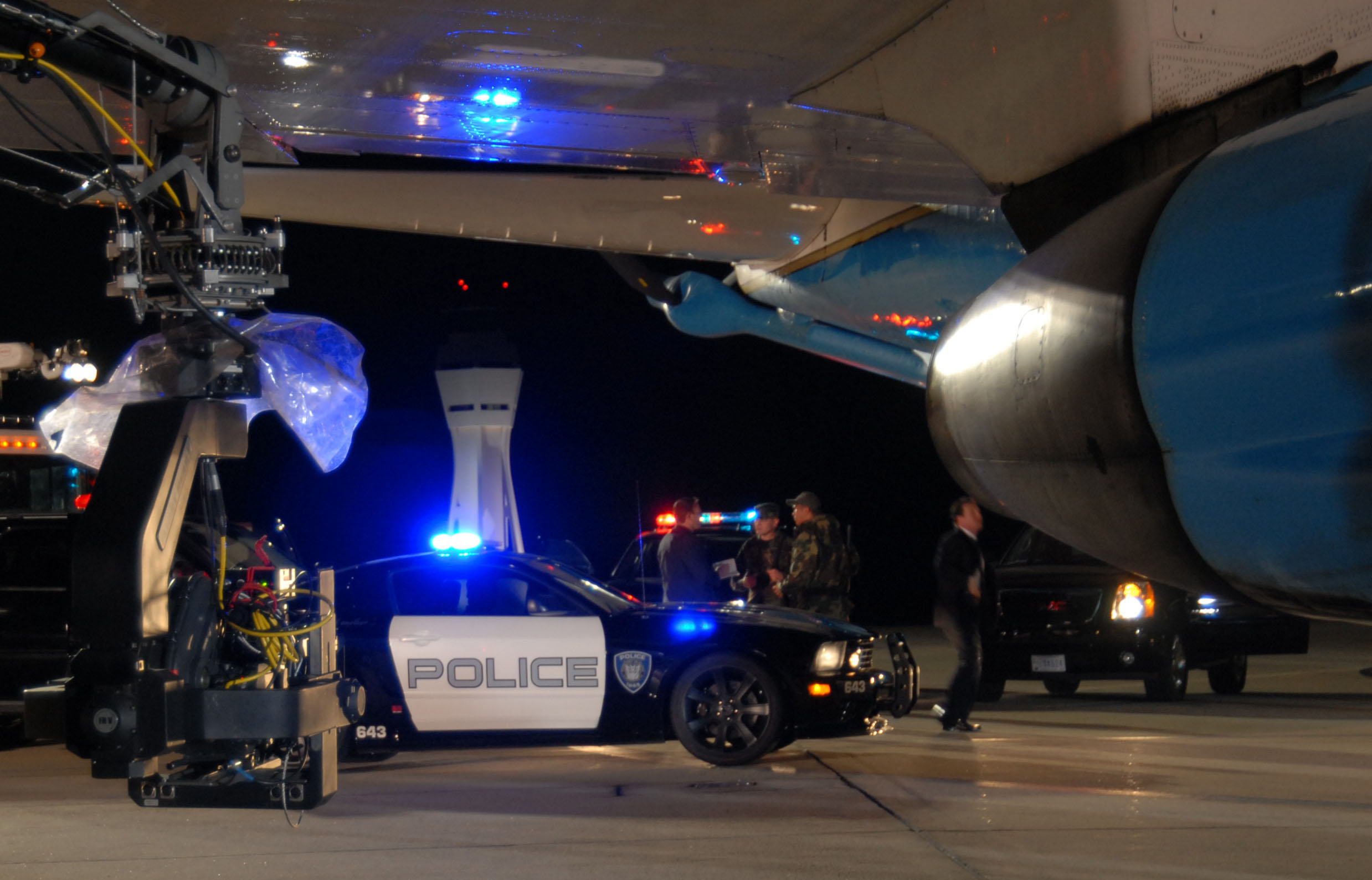
Barricade

#### Les Gardiens
Les Gardiens sont le résultat du mécanisme d'auto-défense du AllSpark : lorsque celui-ci se sent menacé, il crée des Decepticons à partir des machines environnants qui le protégeront.
- Dispensor, se transforme en machine à boissons Mountain Dew
- Robot Xbox 360, se transforme en Xbox 360
- Robot Volant, se transforme en volant de voiture
- Nokiabot, se transforme en téléphone portable Nokia

## Production

### Attribution des rôles

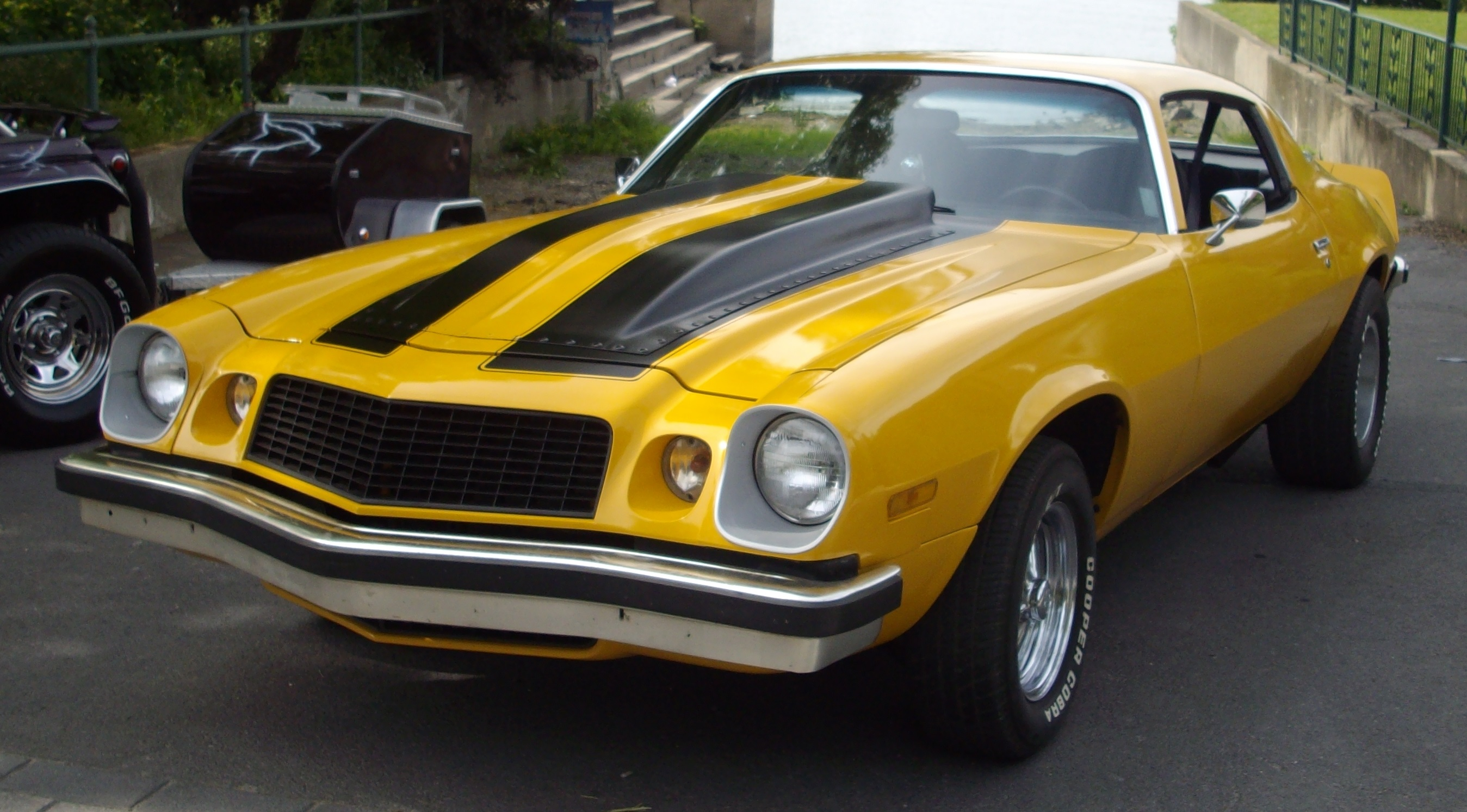
Bumblebee, qui se transformait en Volkswagen Coccinelle dans la série d'animation des années 1980, est devenu une Chevrolet Camaro dans ce film.

Le choix de Jon Voight pour incarner le secrétaire de la Défense John Keller a été facile puisque Michael Bay a déjà travaillé avec l'acteur dans Pearl Harbor, où ce dernier incarnait le Président des États-Unis.
C'est Lorenzo di Bonaventura qui conseille Shia LaBeouf à Michael Bay après avoir travaillé avec lui dans Constantine. Pour le producteur, le jeune acteur a les capacités pour porter un tel projet et permettre au public de s'identifier à lui tout au long du film[réf. nécessaire].
Megan Fox, qui incarne Mikaela Banes, a été auditionnée par Michael Bay. « Elle était posée et confiante. J'aimais le fait que le public ne la connaisse pas encore très bien et l'alchimie avec Shia a très bien fonctionné. »[réf. nécessaire].

### Tournage

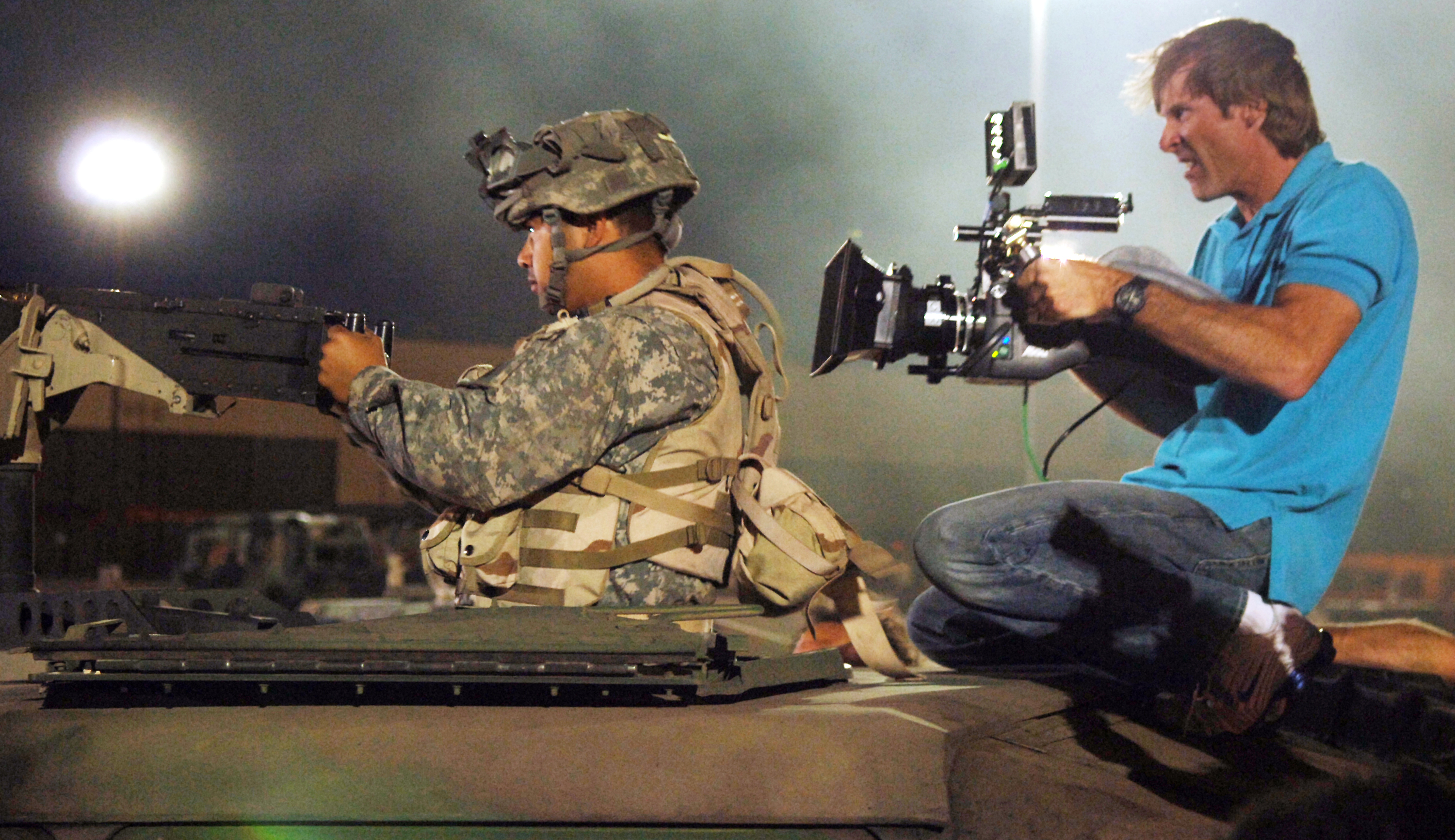
Les scènes de la base militaire du Qatar ont été tournées à la base de Holloman Air Force Base (au Nouveau-Mexique) en mai 2006. Michael Bay tient la caméra.

Le tournage a lieu d'avril à octobre 2006. Il se déroule dans plusieurs États des États-Unis :
 Michigan
- Détroit (Michigan Central Station)

 Nevada
- Barrage Hoover
- Las Vegas

 Nouveau-Mexique
- Holloman Air Force Base
- Polygone d'essais de missile de White Sands
- Kirtland Air Force Base
- Shiprock
- Valley of Fire

 Washington D.C.
 Oklahoma
- Tinker Air Force Base

 Massachusetts
- Boston

 Californie
- Los Angeles (Dodger Stadium, observatoire Griffith, Downtown L.A., Orpheum Theatre, ...)
- Long Beach
- Edwards Air Force Base
- Rialto
- El Segundo
- Playa Vista
- El Mirage Lake (en)
- Universal Studios
- Big Sky Movie Ranch
- Pasadena
- San Diego

 Alaska
- Columbia Bay (plans aériens)

## Bande originale
Sauf indication contraire, les informations mentionnées dans cette section peuvent être confirmées par le générique de fin de l'œuvre audiovisuelle présentée ici, ainsi que par la base de données cinématographiques IMDb,  présente dans la section « Liens externes ».
- What I've Done par Linkin Park.
- Before It's Too Late (en) par Goo Goo Dolls.
- Sexual Healing par Marvin Gaye.
- Drive par The Cars.
- Baby Come Back (en) par Player.
- I Got You (I Feel Good) par James Brown.
- Passion's Killing Floor par HIM.
- Pretty Handsome Awkward (en) par The Used.
- Doomsday Clock (en) par Smashing Pumpkins.
- This Moment par Disturbed.
- Battle Without Honor or Humanity par Tomoyasu Hotei.
- Second To None par Styles of Beyond (feat. Mike Shinoda).
- Ain't No Game par Basko.
- Cheesy Cha Cha par Mick Parker.
- The Focus par X5.
- Guadalajara (en) par Mariachi Vargas de Tecalitlán.
- Technical Difficulties par Julien-K.
- Transformers Theme par Mute Math.
- What's It Feel Like to Be a Ghost? par Taking Back Sunday.
- End of the World par Armor for Sleep.
- Retina and the Sky par Idiot Pilot.

Musiques non mentionnées dans le générique
Par Steve Jablonsky :
1. Autobots
2. Decepticons
3. The All Spark
4. Deciphering the Signal
5. Frenzy
6. Optimus
7. Bumblebee
8. Soccent Attack
9. Sam at the Lake
10. Scorponok
11. Cybertron
12. Arrival To Earth
13. Witwicky
14. Downtown Battle
15. Sector 7
16. Bumblebee Captured
17. You're A Soldier Now
18. Sam on the Roof
19. Optimus vs. Megatron
20. No Sacrifice, No Victory

## Accueil

### Accueil critique
- Sur l'agrégateur américain Rotten Tomatoes, le film récolte 58 % d'opinions favorables pour 228 critiques[20]. Sur Metacritic, il obtient une note moyenne de 61⁄100 pour 35 critiques[19].

Et, lors de la 28e cérémonie des Razzie Awards, Jon Voight a été nommé pire second rôle masculin.
- En France, le site Allociné propose une note moyenne de 2,5⁄5 à partir de l'interprétation de critiques provenant de 22 titres de presse[21].

### Box-office
| Budget estimé |
| 150 500 000 $ |

| Pays                     | Box-office    |
| Box-office Monde         | 709 709 780 $ |
| Box-office International | 390 463 587 $ |
| Box-office États-Unis    | 319 246 193 $ |
| Box-office France        | 17 020 320 $  |

## Distinctions

### Récompenses
| Récompenses 2007-2008 du film Transformers | Récompenses 2007-2008 du film Transformers | Récompenses 2007-2008 du film Transformers                                            | Récompenses 2007-2008 du film Transformers |
| Années                                     | Évènements                                 | Catégories / Récompenses                                                              | Lauréat(es) |
| ------------------------------------------ | ------------------------------------------ | ------------------------------------------------------------------------------------- | --- |
| 2007                                       | Awards Circuit Community Awards            | Meilleurs effets visuels                                                              | Transformers |
| 2007                                       | California on Location Awards              | Meilleure société de production et équipe de tournage de l'année dans un long métrage | Stuart Raven Barter, Brooks Bonstin, Michael J. Burmeister, Alexandre Chen, Michael Chickey, Martin J. Cummins, Fermin Davalos, Leann Emmert, Ces Hardy, Amanda Harrington, Ronald M. Haynes, Jonathan Hook, Ilt Jones, Richard Klotz, James Lin, Kathy McCurdy, Keith Nakata, Manny Padilla, Perri Pearson, Lisa Patton, Emre Sonmez, Golden Swenson, Marta Tomkiw, Scott Trimble et Michael Wesley |
| 2007                                       | Festival du film de Hollywood              | Meilleur superviseur des effets visuels de l'année                                    | Scott Farrar |
| 2007                                       | Golden Schmoes Awards                      | Meilleur film de science-fiction de l'année                                           | Transformers |
| 2007                                       | Golden Schmoes Awards                      | Meilleurs effets spéciaux de l'année                                                  | Transformers |
| 2007                                       | Golden Schmoes Awards                      | Meilleure scène d'action de l'année                                                   | pour la scène de bataille au centre-ville |
| 2007                                       | Golden Schmoes Awards                      | Meilleurs « T&A » de l'année                                                          | Megan Fox |
| 2007                                       | Las Vegas Film Critics Society Awards      | Sierra Award des meilleurs effets visuels                                             | Transformers |
| 2007                                       | MTV Movie + TV Awards                      | Meilleur film de l’été que vous n'avez pas encore vu                                  | Transformers |
| 2007                                       | Scream Awards                              | Meilleur film de science-fiction                                                      | Transformers |
| 2007                                       | Scream Awards                              | Meilleurs effets spéciaux                                                             | Transformers |
| 2007                                       | Scream Awards                              | Meilleure star de science-fiction                                                     | Shia LaBeouf |
| 2007                                       | Scream Awards                              | Meilleur espoir dans un film de science-fiction                                       | Megan Fox |
| 2007                                       | Scream Awards                              | Scène de l'année qui vous fait sautez de votre siège                                  | pour la scène de la bataille finale entre Megatron et Optimus Prime |
| 2007                                       | Teen Choice Awards                         | Prix du jeune public de la meilleure révélation masculine                             | Shia LaBeouf |
| 2008                                       | BMI Film and TV Awards                     | Prix BMI de la meilleure musique de film                                              | Steve Jablonsky |
| 2008                                       | Gold Derby Awards                          | Meilleurs effets visuels                                                              | Scott Benza, Russell Earl, Scott Farrar et John Frazier |
| 2008                                       | International Online Cinema Awards (INOCA) | Meilleurs effets visuels                                                              | Transformers |
| 2008                                       | MTV Movie + TV Awards                      | Meilleur film                                                                         | Transformers |
| 2008                                       | Online Film & Television Association       | Meilleurs effets visuels                                                              | Scott Benza, Russell Earl, Scott Farrar et John Frazier |
| 2008                                       | Saturn Awards                              | Meilleurs effets visuels                                                              | Scott Benza, Russell Earl, Scott Farrar et John Frazier |
| 2008                                       | Visual Effects Society Awards              | Meilleurs effets visuels dans un film axé sur les effets                              | Scott Benza, Russell Earl, Scott Farrar et Shari Hanson |
| 2008                                       | Visual Effects Society Awards              | Meilleur effet visuel de l'année                                                      | Scott Farrar, Shari Hanson, Mike Jamieson et Shawn Kelly (pour la séquence de l'autoroute du désert) |
| 2008                                       | Visual Effects Society Awards              | Meilleure modèle et maquette dans un film                                             | Dave Fogler, Brian Gernand, Alex Jaeger et Ron Woodall |
| 2008                                       | Visual Effects Society Awards              | Meilleur compositing dans un film                                                     | Beth D'Amato, Michael Conte, Patrick Tubach et Todd Vaziri |

### Nominations
| Nominations 2007-2009 du film Transformers | Nominations 2007-2009 du film Transformers | Nominations 2007-2009 du film Transformers                            | Nominations 2007-2009 du film Transformers |
| Années                                     | Évènements                                 | Catégories / Nominations                                              | Nommé(es) |
| ------------------------------------------ | ------------------------------------------ | --------------------------------------------------------------------- | --- |
| 2007                                       | Dublin Film Critics' Circle Awards         | Meilleure révélation de l'année                                       | Shia LaBeouf (2e place) |
| 2007                                       | Golden Schmoes Awards                      | Film le plus surestimé de l'année                                     | Transformers |
| 2007                                       | Golden Schmoes Awards                      | Meilleure bande-annonce de l'année                                    | Transformers |
| 2007                                       | Golden Schmoes Awards                      | Meilleur DVD / Blu-Ray de l'année                                     | Pour la version 2 disques |
| 2007                                       | Golden Schmoes Awards                      | Scène la plus mémorable d'un film                                     | pour l'arrivée des Autobots |
| 2007                                       | Kids' Choice Awards, Australia             | Star de cinéma préférée                                               | Shia LaBeouf |
| 2007                                       | National Movie Awards                      | Meilleur film d'action/aventures                                      | Transformers |
| 2007                                       | National Movie Awards                      | Meilleur acteur                                                       | Shia LaBeouf |
| 2007                                       | National Movie Awards                      | Meilleure actrice                                                     | Megan Fox |
| 2007                                       | Satellite Awards                           | Meilleurs effets visuels                                              | Scott Farrar |
| 2007                                       | Satellite Awards                           | Meilleur DVD jeunesse                                                 | Pour l'édition spéciale deux disques |
| 2007                                       | Scream Awards                              | Meilleur film (« The Ultimate Scream »)                               | Transformers |
| 2007                                       | Scream Awards                              | Meilleur réalisateur                                                  | Michael Bay |
| 2007                                       | Scream Awards                              | Meilleure révélation féminine                                         | Megan Fox |
| 2007                                       | St. Louis Film Critics Association Awards  | Meilleurs effets visuels / effets spéciaux                            | Transformers |
| 2007                                       | Teen Choice Awards                         | Meilleur film d'action / aventure                                     | Transformers |
| 2007                                       | Teen Choice Awards                         | Meilleur acteur dans un film d’action / aventure                      | Shia LaBeouf |
| 2007                                       | Teen Choice Awards                         | Meilleure actrice dans un film d’action / aventure                    | Megan Fox |
| 2007                                       | Teen Choice Awards                         | Meilleure révélation féminine de l'année                              | Megan Fox |
| 2007                                       | Teen Choice Awards                         | Meilleure alchimie                                                    | Shia LaBeouf et Bumblebee |
| 2007                                       | Teen Choice Awards                         | Meilleur baiser                                                       | Megan Fox et Shia LaBeouf |
| 2007                                       | Teen Choice Awards                         | Meilleur combat                                                       | Josh Duhamel contre Blackout |
| 2007                                       | Teen Choice Awards                         | Meilleur méchant                                                      | Mégatron |
| 2007                                       | Teen Choice Awards                         | Meilleur film de l'été - drame / action-aventure                      | Transformers |
| 2008                                       | BET Awards                                 | Meilleur acteur                                                       | Anthony Anderson |
| 2008                                       | Cinema Audio Society Awards                | Meilleur mixage sonore d'un film                                      | Peter J. Devlin, Kevin O'Connell et Greg P. Russell |
| 2008                                       | Empire Awards                              | Meilleur film fantastique ou de science-fiction                       | Transformers |
| 2008                                       | Empire Awards                              | Meilleur espoir                                                       | Shia LaBeouf |
| 2008                                       | International Online Cinema Awards (INOCA) | Meilleur montage sonore                                               | Mike Hopkins et Ethan Van der Ryn |
| 2008                                       | Italian Online Movie Awards (IOMA)         | Meilleurs effets spéciaux                                             | Transformers |
| 2008                                       | Kids' Choice Awards                        | Film préféré                                                          | Transformers |
| 2008                                       | Motion Picture Sound Editors Awards        | Meilleur montage sonore – Dialogues et doublages dans un long métrage | Ulrika Akander, David Beadle, Mike Hopkins, Wayne Lemmer, Ralph Osborn et Ethan Van der Ryn |
| 2008                                       | Motion Picture Sound Editors Awards        | Meilleur montage sonore - Effets sonores et bruitages dans un film    | Erik Aadahl, Christopher S. Aud, Michael Babcock, Craig Berkey, Steve Bissinger, Brent Burge, Coya Elliott, Pascal Garneau, Luke Dunn Gielmuda, Warren Hendriks, Mike Hopkins, P.K. Hooker, Jeff Sawyer, Robert Shoup et Ethan Van der Ryn |
| 2008                                       | MTV Movie + TV Awards                      | Meilleure performance masculine                                       | Shia LaBeouf |
| 2008                                       | MTV Movie + TV Awards                      | Meilleure révélation                                                  | Megan Fox |
| 2008                                       | Online Film & Television Association       | Meilleur mixage sonore                                                | Peter J. Devlin, Kevin O'Connell et Greg P. Russell |
| 2008                                       | Online Film & Television Association       | Meilleur montage d'effets sonores                                     | Mike Hopkins et Ethan Van der Ryn |
| 2008                                       | Oscars                                     | Meilleur mixage sonore                                                | Peter J. Devlin, Kevin O'Connell et Greg P. Russell |
| 2008                                       | Oscars                                     | Meilleur montage sonore                                               | Mike Hopkins et Ethan Van der Ryn |
| 2008                                       | Oscars                                     | Meilleurs effets visuels                                              | Scott Benza, Russell Earl, Scott Farrar et John Frazier |
| 2008                                       | People's Choice Awards                     | Film de l'année                                                       | Transformers |
| 2008                                       | People's Choice Awards                     | Film d'action préféré                                                 | Transformers |
| 2008                                       | People's Choice Awards                     | Chanson préférée d'une bande originale                                | Linkin Park (pour la chanson What I've Done) |
| 2008                                       | Saturn Awards                              | Meilleur film de science-fiction                                      | Transformers |
| 2008                                       | Visual Effects Society Awards              | Meilleur personnage animé dans un film en prise de vue réelle         | Rick O'Connor, Doug Sutton, Jeff White et Keiji Yamaguchi (pour Optimus Prime) |
| 2009                                       | International Online Film Critics' Poll    | Meilleurs effets visuels                                              | Scott Benza, Scott Farrar, Russell Earl et John Frazier |

## Éditions en vidéo
- En France, le film Transformers est sorti en DVD simple[24], en DVD édition steelBook limitée[25] et en HD DVD[26] le 26 février 2008. Par la suite, le film est sorti en Blu-ray édition spéciale le 5 novembre 2008[27].

Le film est ressorti en :
- DVD édition simple le 3 août 2006
- Blu-ray le 3 mars 2011
- VOD le 1er février 2016
- DVD et Blu-ray le 1er juin 2017,
- Blu-ray édition steelBook le 2 novembre 2017

À la suite des évolutions techniques afin d'améliorer la qualité d'image et de sons, le film sort en 4K Ultra HD + Blu-ray le 5 décembre 2017 et le 31 mai 2023 en 4K Ultra HD.
- Au Québec, le film est sorti en DVD le 16 octobre 2007[4].

## Autour du film
- Lorsque Sam achète sa voiture, la camaro de Bumblebee se gare à côté d'une coccinelle jaune, or dans la série comic G1 Bumblebee se transformait en coccinelle, car le choix de la voiture s'est montré difficile: la marque Volkswagen refusait d'être associée à un film de bataille.
- Tous les engins copiés par les Transformers sont issus de l'industrie automobile américaine. En effet, le groupe GMC sponsorise le film et a donc fourni des prototypes de véhicules, mais aussi des "invendus" que l'équipe du film a pu faire exploser durant les scènes d'actions[réf. nécessaire].